# Razzetta d'Oropa
La razzetta d'Oropa est une race bovine italienne. Elle est aussi appelée pezzata rossa Oropa.

## Origine
Elle appartient au rameau pie rouge des montagnes. Elle vient de la province de Biella, dans le massif alpin où elle est parfois considérée comme une sous-race de la valdostana pezzata rossa. Introduite au Ve siècle par les Burgondes, elle est aussi une cousine de la française abondance. Son livre généalogique date de 1964, mais elle a été inscrite en 1985 sur le registre des races à faibles effectifs. C'est une race peu diffusée hors de sa région. L'effectif en 2002 concernait environ 4326 vaches dont 2500 inscrites sur le registre et 53 taureaux.

## Morphologie
Elle porte une robe pie rouge acajou. Généralement, la tête et le ventre sont blancs. Les flancs portent des taches plus ou moins étendues. 
C'est une race de taille plutôt réduite. La vache mesure 125 cm au garrot pour 625 kg, et le taureau 135 cm pour 850 kg.

## Aptitudes
C'est une race classée mixte. 
La vache est fertile, vêle facilement et est une bonne mère. Elle est bien adaptée au pastoralisme de montagne en alpage.